# MBDA
MBDA je vodeći europski proizvođač raketnih sustava u Francuskoj, Njemačkoj, Italiji i Velikoj Britaniji. Osnovan je 2001. godine kao posljedica spajanja kompanija sličnih djelatnosti Finmeccanica, Matra BAe Dynamics i Aérospatiale-Matra (EADS). 2003. godine koncern je imao oko 10,000 zaposlenika.

## Vanjske poveznice
- Službene stranice  Arhivirana inačica izvorne stranice od 14. ožujka 2009. (Wayback Machine)